# Grande-Bretagne aux Jeux paralympiques d'été de 2004
La Grande-Bretagne participe aux Jeux paralympiques d'été de 2004 à Athènes. Elle y remporte quatre vingt quatorze médailles : trente cinq en or, trente en argent et vingt neuf en bronze, se situant à la deuxième place des nations au tableau des médailles. La délégation britanniques regroupe 167 sportifs.